# Distrito de Lamego
O Distrito de Lamego, com sede na Cidade de Lamego, foi um dos 17 distritos da divisão administrativa de Portugal, criada em 1835 . 
Nesse mesmo ano, verifica-se que este distrito tinha a sua sede na periferia do seu território . 
Rapidamente Viseu assumiu a liderança para receber a capital do distrito uma vez que este era sucessor da província da Beira Alta com sede em Viseu . 
A sede do distrito de Lamego passa assim para a Cidade de Viseu, com o Decreto de 15 de Dezembro de 1835, consequentemente vê o nome do distrito alterado já que os distritos em Portugal recebem o nome da localidade onde estão sediados . 

## Atualidade

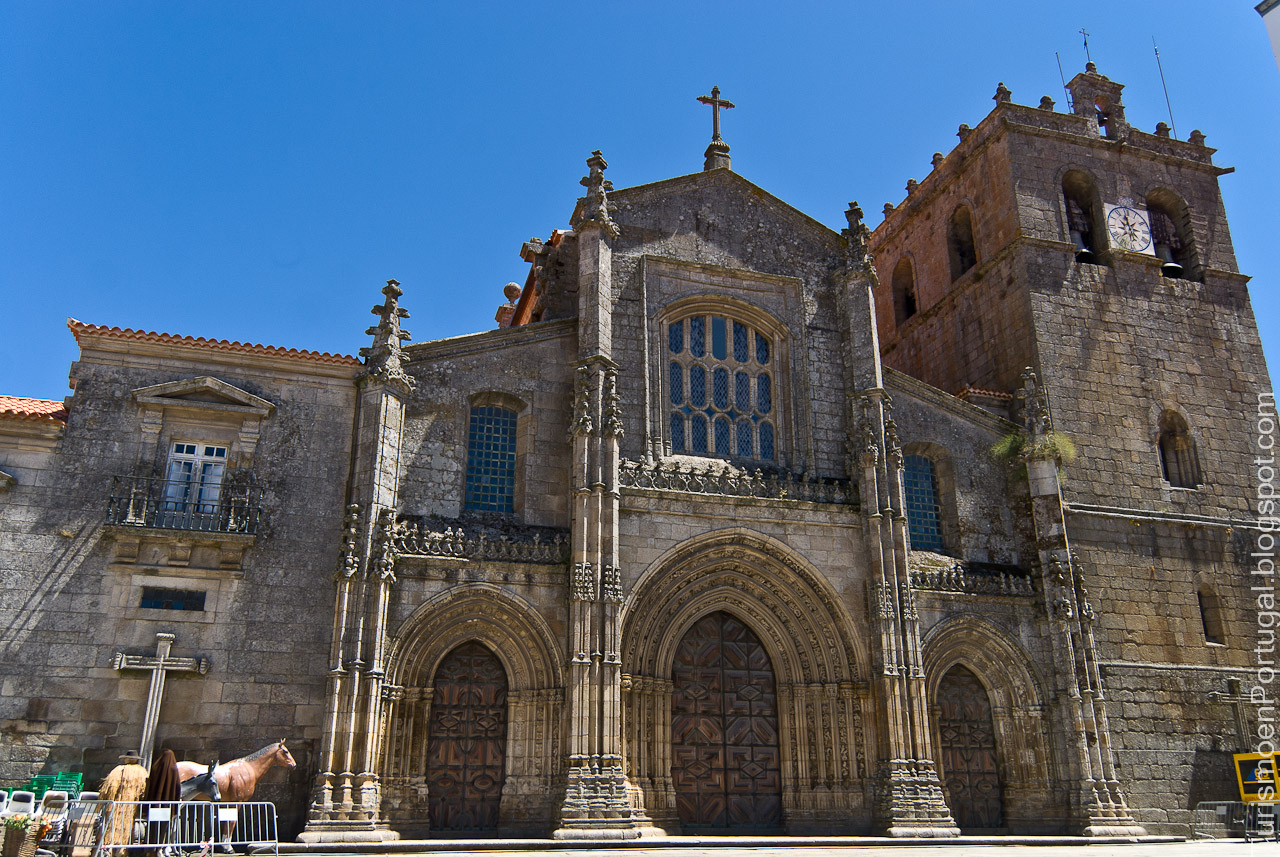
Sé de Lamego

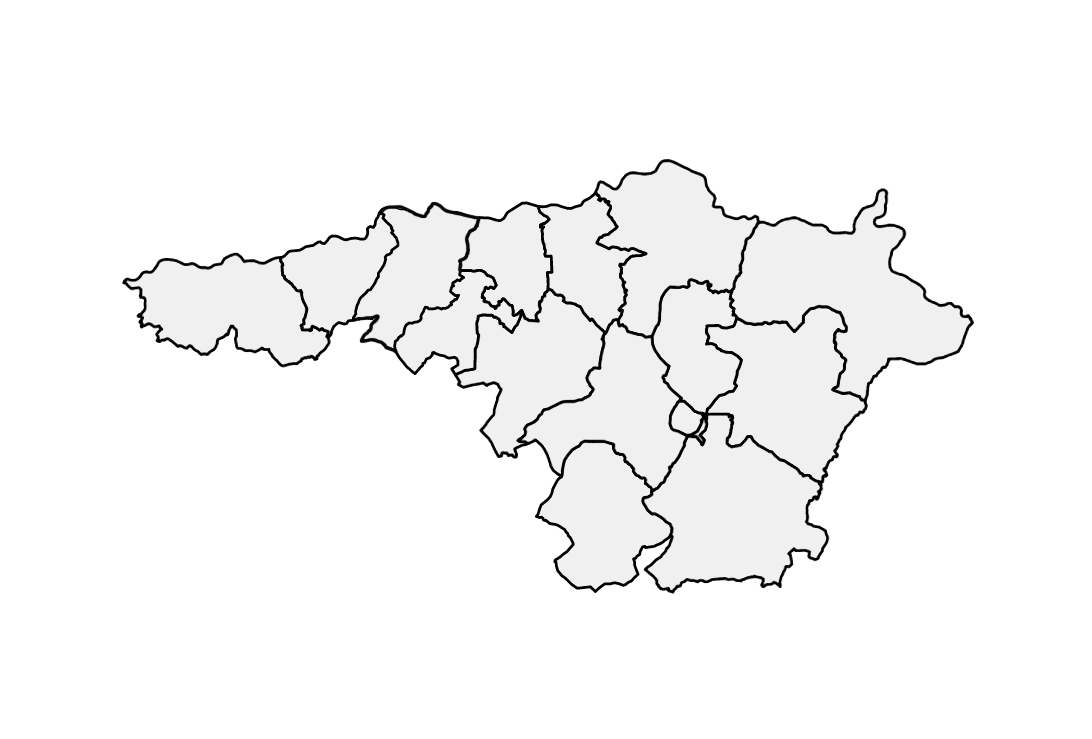
Mapa do Distrito Proposto de Lamego

Posteriormente, no final do século XX e no inicio do século XXI, houve quem advogasse a criação de um Distrito de Lamego, constituído pelo norte do Distrito de Viseu que inclui os concelhos de Lamego, Resende, Cinfães, Tabuaço, Armamar, S. João da Pesqueira, Sernancelhe, Penedono, Moimenta da Beira, Tarouca mas também o norte do Distrito da Guarda, com os concelhos de Aguiar da Beira, Trancoso, Meda e de Vila Nova de Foz Côa .
Esta ideia está objetivamente ligada ao patriarcado e à sua diocese de Lamego, que abrange ou pretendeu abranger todo o território a sul do rio Douro, sem que isso altere a identidade beirã destas localidades.
Tratou-se de uma ideia irrealista já que o distrito de Lamego não teve qualquer alteração a nível do território, ou seja, o distrito mantém-se íntegro tendo apenas deslocado a sua sede por se tratar de uma localidade central face ao território.
Esta ideia esvaneceu-se por completo com o surgimento de inúmeros mapas administrativos, e especialmente as alterações demográficas e centralidade cada vez maior do Distrito de Viseu cuja identidade, nestes últimos séculos de história, tem dado a todo o seu território entre o Douro e Mondego.